# Пригородный (Нязепетровский район)
Пригородный (также Пригородное или Ергалаш) — упразднённый посёлок в Ункурдинском сельсовете Нязепетровского района Челябинской области России. Ныне урочище.

## История
В 1970 году в посёлке проживало 37 человек, работало отделение Нестеровского совхоза.
Согласно топографической карте от 1983 года в посёлке проживало 0,01 тыс. человек.
Исключён из учётных данных постановлением Челябинской областной думы № 307 от 21 декабря 1995 года.

## Достопримечательность
В 2016—2017 годах на месте посёлка была построена часовня Георгия Победоносца.